# Chris Nielsen (Eishockeyspieler)
Chris Nielsen (* 16. Februar 1980 in Moshi, Tansania) ist ein ehemaliger kanadischer Eishockeyspieler, der im Verlauf seiner aktiven Karriere zwischen 1996 und 2006 unter anderem 52 Spiele für die Columbus Blue Jackets in der National Hockey League (NHL) auf der Position des rechten Flügelstürmers bestritten hat. Darüber hinaus absolvierte Nielsen, der auch eine Spielzeit bei den Kassel Huskies in der Deutschen Eishockey Liga (DEL) aktiv war, weitere 319 Partien in der American Hockey League (AHL).

## Karriere
Nielsen verbrachte seine Juniorenzeit ab dem Jahr 1996 bei den Calgary Hitmen in der Western Hockey League (WHL), für die er in der Saison 1995/96 zunächst sporadisch auflief und ab der folgenden Spielzeit regulär aktiv war. Der Flügelstürmer avancierte in der Folge zu einem der Führungsspieler des Teams, wurde im NHL Entry Draft 1998 in der zweiten Runde an 36. Stelle von den New York Islanders aus der National Hockey League (NHL) ausgewählt und war am Ende der Saison 1998/99 mit 16 Scorerpunkten in den Playoffs maßgeblich am erstmaligen Gewinn des President’s Cup der Hitmen beteiligt. Nach dem Erfolg verblieb Nielsen, der im Zuge des Titels auch mit der Daryl K. (Doc) Seaman Trophy ausgezeichnet wurde, noch ein weiteres Jahr in Calgary, gewann abermalig die Daryl K. (Doc) Seaman Trophy und darüber hinaus auch den Doug Wickenheiser Memorial Trophy. Mit 23 Punkten in 13 Spielen führte er die Hitmen fast eigenständig in die Vorschlussrunde der Playoffs.
Zur Spielzeit 2000/01 wechselte das Talent schließlich in den Profibereich. Allerdings erhielt er keinen Vertrag bei den New York Islanders, die ihn gedraftet hatten, sondern bei den Columbus Blue Jackets, die ihn im Mai 2000 im Tausch für ein Viert- und Neuntrunden-Wahlrecht im NHL Entry Draft 2000 erworben hatten. Im Franchise der Blue Jackets pendelte Nielsen in den folgenden zwei Spielzeiten zwischen dem NHL-Kader Columbus’ und dem des Kooperationspartners Syracuse Crunch aus der American Hockey League (AHL). Er absolvierte in diesem Zeitraum insgesamt 52 NHL-Partien. Nachdem der Kanadier den Beginn der Saison 2002/03 komplett bei den Crunch in der AHL verbracht hatte, wurde er im Dezember 2002 gemeinsam mit dem Finnen Petteri Nummelin zu den Atlanta Thrashers transferiert. Im Gegenzug wechselten Tomi Kallio und Pauli Levokari zu den Blue Jackets. In der Organisation der Atlanta Thrashers kam Nielsen bis zum Januar 2003 aber nicht über eine Rolle im Farmteam Chicago Wolves hinaus, für die er 18-mal zum Einsatz kam. Anschließend war er erneut Teil eines Transfergeschäfts, in dem er gemeinsam mit Chris Herperger an die Vancouver Canucks abgegeben wurde, während im Gegensatz Jeff Farkas zu den Thrashers wechselte.
Bei den Vancouver Canucks kam Nielsen bis zu seinem Vertragsende nach der Spielzeit 2003/04 jedoch auch nicht mehr in der NHL zum Zug. Er spielte ausschließlich für deren AHL-Farmteam Manitoba Moose. Aufgrund des Lockouts und dem damit verbundenen, kompletten Ausfall der NHL-Saison 2004/05 unterzeichnete Nielsen im Oktober 2004 einen Vertrag bei den San Antonio Rampage in der AHL, wo er die Spielzeit schließlich verbrachte. Zeitweise kam er auch für deren Kooperationspartner Laredo Bucks in der Central Hockey League (CHL) zu Einsätzen. Das Spieljahr 2005/06 verbrachte der 25-Jährige bei den Kassel Huskies aus der Deutschen Eishockey Liga (DEL), mit denen er allerdings am Saisonende aus der deutschen Eliteklasse abstieg. Im Anschluss daran beendete er seine aktive Karriere.

### International
Für sein Heimatland nahm Nielsen im Juniorenbereich mit der kanadischen U20-Nationalmannschaft an den U20-Junioren-Weltmeisterschaften der Jahre 1999 und 2000 teil. Dabei gewann er in beiden Jahren jeweils Edelmetall – 1999 die Silber- und 2000 die Bronzemedaille. Insgesamt absolvierte der Stürmer im Rahmen der Turniere neun Einsätze, in denen er vier Tore erzielte.

## Erfolge und Auszeichnungen
| - 1998 Teilnahme am CHL Top Prospects Game - 1999 President’s-Cup-Gewinn mit den Calgary Hitmen - 1999 Daryl K. (Doc) Seaman Trophy | - 2000 Daryl K. (Doc) Seaman Trophy - 2000 Doug Wickenheiser Memorial Trophy |

### International
- 1999 Silbermedaille bei der U20-Junioren-Weltmeisterschaft
- 2000 Bronzemedaille bei der U20-Junioren-Weltmeisterschaft

## Karrierestatistik

### International
Vertrat Kanada bei:
- U20-Junioren-Weltmeisterschaft 1999
- U20-Junioren-Weltmeisterschaft 2000

(Legende zur Spielerstatistik: Sp oder GP = absolvierte Spiele; T oder G = erzielte Tore; V oder A = erzielte Assists; Pkt oder Pts = erzielte Scorerpunkte; SM oder PIM = erhaltene Strafminuten; +/− = Plus/Minus-Bilanz; PP = erzielte Überzahltore; SH = erzielte Unterzahltore; GW = erzielte Siegtore; 1 Play-downs/Relegation; Kursiv: Statistik nicht vollständig)